# Герман Шульте-Гойтгаус
Герман Шульте-Гойтгаус (нім. Hermann Schulte-Heuthaus; 15 січня 1898, маєток Кляйн Вайссензе, Східна Пруссія — 28 грудня 1979, Берлін) — німецький воєначальник, генерал-майор вермахту. Кавалер Лицарського хреста Залізного хреста.

## Біографія
Представник роду поміщиків.14 жовтня 1914 року вступив 3-й Східно-Прусський гренадерський полк «Король Фрідріх Великий» № 4. Учасник Першої світової війни. 20 січня 1915 року призначений командиром взводу. З середини липня 1915 року — офіцер постачання при штабі полку. В кінці листопада 1917 року призначений батальйонним, а в середині січня 1918 року — полковим ад'ютантом. З початку лютого 1919 року — ад'ютант ліквідаційного бюро свого полку і 3-ї піхотної бригади. 30 квітня 1920 року звільнений у відставку.
15 вересня 1934 року знову вступив в армію. 1 жовтня 1937 року призначений командиром роти в 4-й школі унтер-офіцерів (Потсдам). 26 серпня 1939 року переведений в піхотне училище в Потсдамі. 10 лютого 1940 призначений командиром 1-го батальйону 1-го піхотного полку. Разом зі своєю частиною, що входила до складу 1-ї піхотної дивізії навесні 1940 року брав участь в Французькій кампанії, був поранений. У вересні 1940 року зі своїм батальйоном переведений в Східну Пруссію. 25 листопада 1940 року був переведений в резерв. 1 травня 1941 призначений командиром 25-го розвідувального (мотоциклетного) батальйону 25-ї мотопіхотної дивізії. Учасник Німецько-радянської війни. В кінці лютого 1942 року здав командування батальйоном і, після короткочасного перебування в резерві, в березні 1942 року направлений в штаб армії «Африка». У тому ж році взяв участь в наступі на Ель-Аламейн. З 17 по 22 вересня 1942 року виконував обов'язки командира 90-ї африканської дивізії. На початку липня 1943 року призначений командиром фузілерного полку дивізії «Велика Німеччина»; був знову поранений, втратив праву руку. Після одужання з кінця березня до середини жовтня 1944 року командував запасною бригадою своєї дивізії. З 20 жовтня 1944 року — командир дивізії «Бранденбург». 10 травня 1945 року взятий в полон союзниками. В 1947 році звільнений.

## Сім'я
21 жовтня 1925 року одружився з Шарлоттою Гергардт. В пари народились численні діти.

## Звання
- Фанен-юнкер-унтерофіцер (14 жовтня 1914)
- Фенріх (20 січня 1915)
- Лейтенант без патенту (10 березня 1915; 10 вересня отримав патент)
- Оберлейтенант запасу (30 квітня 1920)
- Гауптман (15 вересня 1934)
- Майор (1 січня 1939)
- Оберстлейтенант (1 серпня 1940)
- Оберст (1 квітня 1942)
- Генерал-майор (1 березня 1945)

## Нагороди
- Залізний хрест
  - 2-го класу (25 травня 1916)
  - 1-го класу (29 серпня 1916)
- Хрест «За військові заслуги» (Австро-Угорщина) 3-го класу з мечами
- Почесний хрест ветерана війни з мечами
- Медаль «За вислугу років у Вермахті» 4-го класу (4 роки)
- Застібка до Залізного хреста
  - 2-го класу (28 травня 1940)
  - 1-го класу (13 червня 1940)
- Нагрудний знак «За поранення»
  - в чорному (13 червня 1940)
  - в сріблі (літо 1943)
- Нагрудний знак «За участь у загальних штурмових атаках» в сріблі (5 грудня 1941)
- Лицарський хрест Залізного хреста (23 січня 1942)
- Медаль «За зимову кампанію на Сході 1941/42»
- Медаль «За італо-німецьку кампанію в Африці» (Королівство Італія)
- Нарукавна стрічка «Африка»